# Вазанело
Вазанѐло (на италиански: Vasanello) е малко градче и община в Централна Италия, провинция Витербо, регион Лацио. Разположено е на 265 m надморска височина. Населението на общината е 4249 души (към 2010 г.).